# 群馬県立太田フレックス高等学校
群馬県立太田フレックス高等学校（ぐんまけんりつ おおたフレックスこうとうがっこう）は群馬県太田市下田島町にある公立高等学校。

## 概略
- 2005年4月1日に群馬県立太田西女子高等学校の敷地内に新設された。太田西女子高は新規の生徒募集を停止しており、最後の3年生が順調に卒業する2007年3月まで、太田フレックス高等学校と太田西女子高等学校が同時に存在していた。太田フレックス高等学校は男女共学で、1部（午前部）・2部（午後部）・3部（夜間部）の3つの定時制の部と通信制がある。

## 沿革
- 2004年

群馬県議会にて「群馬県立学校設置条例」が改正され、「太田フレックス高等学校」を太田市に設置することが決まる。
太田西女子高等学校の敷地内に新校舎「一号館」建設が開始。
- 2005年

第1回入学式が実施され、定時制課程188名、通信制課程81名、合計269名が入学する。
- 2006年

第2回入学式が実施され、定時制課程176名、通信制課程83名入学。

## 特色
- 「えらべる　まなべる　フレックス」をスローガンとする学校で、学年制のない完全単位制の高校。
- 定時制、通信制とも3年間での卒業が可能。

## 最寄駅
- 東武伊勢崎線木崎駅徒歩10分。

## 付近
- とりせん下田島店